# Поцоленго
Поцолѐнго (на италиански: Pozzolengo, на източноломбардски: Posolèngh, Посоленг) е малко градче и община в Северна Италия, провинция Бреша, регион Ломбардия. Разположено е на 135 m надморска височина. Населението на общината е 3455 души (към 2013 г.).